# Можаров, Пётр Владимирович

Памятная табличка П. В. Можарову на здании Ижевского мотозавода

Пётр Владимирович Можаров (17 (29) октября 1888, село Саюкино — 11 марта 1934, Сочи) — инженер, конструктор. Известен как создатель первых ижевских мотоциклов.

## Биография
Родился 17 (29) октября 1888 в селе Саюкино Кирсановского уезда Тамбовской губернии (ныне Рассказовский район) в семье управляющего спиртзаводом, потомственного дворянина.
Обучался в реальном училище. В 1910 году для продолжения образования отправился в Германию. В 1914 году окончил теплотехнический факультет Лейпцигского университета. Во время учёбы передвигался между Лейпцигом и Хемницом на купленном мотоцикле. Увлекался гиревым спортом. С сентября 1915 года работал конструктором на Тамбовском пороховом заводе. В мае 1916 года вступил в гражданский брак с Ксенией Владимировной Никольской, которая родила ему сына Василия 10 февраля 1917 года. Ксения Владимировна скончалась в конце 1917 года, а Василий воспитывался в крестьянской семье Кольцовых в деревне Хорошавка. Впоследствии он взял фамилию Кольцов.
На Тамбовском пороховом заводе Можаров занимался реконструкцией котельных, ремонтом и запуском в работу заброшенного кирпичного завода, проектированием завода по перегонке древесины, проектированием стационарного нефтяного двигателя.
В 1920 году Можаров женился на крестьянке Варваре Игнатьевне Петровой. В 1922 году у них родился сын Борис.
20 ноября 1924 года Можаров уволился с порохового завода и уехал из Тамбова. 2 декабря 1924 года поступил на работу в объединённую теплотехническую службу Ижевских заводов Ижмаш и Ижсталь, входивших в то время в Ружейно-пулемётный трест. 17 июня 1925 года был переведён в отдел оздоровления на должность старшего инженера, где до весны 1927 года занимался реконструкцией обоих заводов.

## Создание отечественных мотоциклов
Весной 1927 года П. В. Можаров выступил с предложением об организации выпуска мотоциклов на ижевских заводах. Осенью того же года он отправился в командировку в Германию для изучения иностранного опыта. В течение двух месяцев он посетил 8 заводов, производивших мотоциклы. По итогам командировки Можарову была поручена разработка эскизного проекта мотоциклетного завода мощностью 3500—6000 мотоциклов в год. Проект был рассмотрен и одобрен 28 марта 1928 года.
1 апреля 1928 года Можаров был включён в штат мотоциклетной секции Ижевского оружейного завода и приступил к проектированию мотоцикла в соответствии с требованиями военных.
В августе 1928 года Можаров на мотоцикле Neander-500 принял участие в 25-дневном Всесоюзном испытательном мотопробеге по маршруту Москва — Тифлис — Москва, организованном для выявления лучших мотоциклов, импортировавшихся в то время в СССР.
В 1928 году проект первого ижевского тяжёлого мотоцикла был завершён. 1 января 1929 года Можаров был назначен руководителем мотоциклетной секции, в штат которой входили 9 инженеров (В. И. Владимиров, А. А. Гроссман, А. М. Лутс, С. Н. Семашко и др.) и 20 рабочих. Весной того же года был изготовлен первый образец мотоцикла ИЖ-3. В сентябре был завершён образец мотоцикла ИЖ-1, одновременно доделывались ИЖ-2, ИЖ-4 и ИЖ-5. Однако производство мотоциклов на мощностях ИОЗ было признано нецелесообразным и все разработки передали в Трест массового производства (ТРЕМАСС).
В сентябре 1929 года первые ижевские мотоциклы участвовали в первом Всесоюзном испытательном мотопробеге отечественных мотоциклов по маршруту Нижний Новгород — Москва — Ленинград — Москва.
В конце 1929 года переехал в Ленинград и поступил на работу в Трест массового производства (Тремасс). В 1930 году с участием Можарова было организовано первое серийное производство отечественных мотоциклов марки «Тремасс-300».
В 1931 году переехал в Москву и поступил на работу в Научный автотракторный институт (НАТИ). В 1932 году Можаров завершил проектирование первого отечественного армейского мотоцикла НАТИ-А-750.
В мае 1932 года Можаров в составе мотоциклетной группы конструкторского бюро НАТИ был прикомандирован к Ижевскому мотоциклетному заводу для оказания помощи в изготовлении опытных образцов.
В 1933 году вернулся в Москву. Был прикомандирован к Подольскому механическому заводу для помощи в освоении серийного производства армейских мотоциклов.

## Смерть

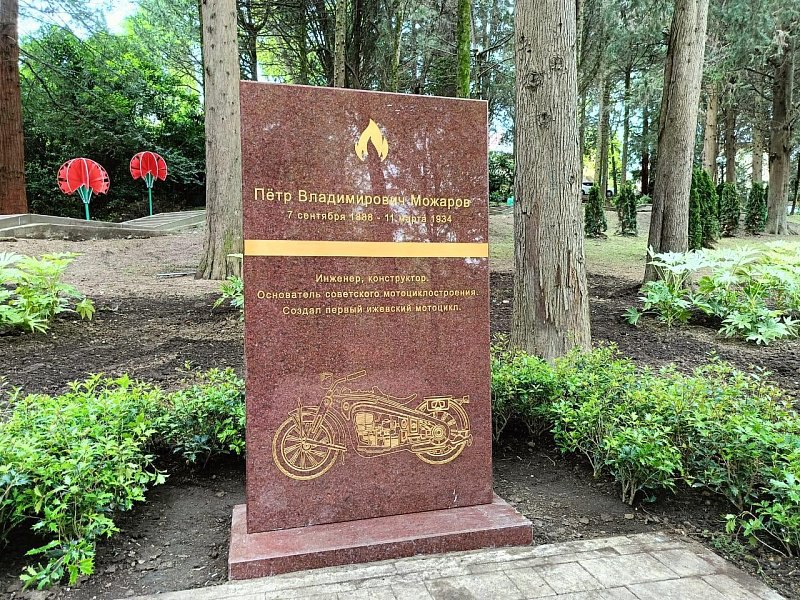
Памятник П. В. Можарову в Сочи на территории Завокзального кладбища

В начале 1934 года получил отпуск и путёвку в санаторий ЦК ВКП(б) в Сочи. 11 марта того же года родные получили телеграмму, в которой сообщалось о самоубийстве П. В. Можарова. Похоронен на Завокзальном кладбище в Сочи. В январе 2015 года жительницей города Сочи обнаружена могила Можарова П. В., долгое время место его захоронения оставалось неизвестным.

## Память
- В 1988 году на заводе «Ижмаш» была отлита памятная медаль в честь столетия со дня рождения П. В. Можарова.
- 19 января 1989 года одна из улиц Ижевска (улица Жданова, бывшая улица Горького) переименована в улицу Можарова[20][21]. На одном из домов установлена мемориальная доска с надписью: «Улица имени Петра Владимировича Можарова (1888—1934), создателя ижевских мотоциклов».
- 9 июня 2018 года в Ижевске открыли памятник[22] Петру Можарову, приуроченный к 130-летию конструктора.
- В сентябре 2024 года на улице Коммунальной в Тамбове появился мурал, посвящённый талантливому изобретателю[23].